# Ngân hàng Trung ương Cộng hòa Dân chủ Nhân dân Triều Tiên
Ngân hàng Trung ương Cộng hòa Dân chủ Nhân dân Triều Tiên là ngân hàng trung ương của Bắc Triều Tiên. Được thành lập vào ngày 6/12/1947, Nó phát hành đồng tiền wŏn Bắc Triều Tiên. Ngân hàng là một phần trong Nội các Bắc Triều Tiên.
Thống đốc của nó từ năm 2014 là Kim Chon-gyun. Người tiền nhiệm của ông là Paek Ryong-chon từ năm 2011.

## Lịch sử
Ngày 15/2/1946, một ngân hàng trung ương của Bắc Triều Tiên đã được công bố, nó nằm dưới sự quản lý của quân đội Liên Xô. Tuy nhiên, ngân hàng thất bại trong việc hoàn thành các mục tiêu của mình, không có khả năng đáp ứng chi phí hoạt động của nó, và giá trị vốn hóa 100 triệu won là không hiệu quả. Ủy ban nhân dân lâm thời Bắc Triều Tiên không xem nó là ngân hàng chính thức, thay vào đó, họ làm việc với Ngân hàng Nông dân (Farmer's Bank) cũng tồn tại vào thời điểm đó. Đến cuối năm 1946, các chức năng chính của ngân hàng được hợp nhất vào hai ngân hàng chính, Ngân hàng Trung ương và Ngân hàng Nông dân. Vào tháng 6/1947 khoảng 1 tỉ wŏn được tập trung về Ngân hàng Trung ương, cho phép nó mở rộng tổng số tín dụng 900 triệu wŏn để phục hồi kinh tế. Việc củng cố phản ánh mục tiêu ban đầu của Ủy ban nhân dân muốn kiểm soát chặt chẽ hơn nền kinh tế; Bất kỳ ngân hàng nào phản đối những thay đổi trong hệ thống đều bị xóa khỏi hệ thống của họ. Ngày 6/12/1947, một chương trình cải cách tiền tệ toàn diện đã được công bố.
Năm 1959, Ngân hàng Trung ương và Ngân hàng Nông dân sáp nhập thành Ngân hàng Trung ương Cộng hòa Dân chủ Nhân dân Triều Tiên. Ngân hàng Ngoại thương được thành lập để xử lý hoạt động kinh doanh quốc tế của Ngân hàng Trung ương.
Ngân hàng Trung ương có 220 chi nhánh. Họ vận hành hệ thống thẻ thanh toán điện tử Chŏnsŏng.